# Gypona metalana
Gypona metalana är en insektsart som beskrevs av Delong 1981. Gypona metalana ingår i släktet Gypona och familjen dvärgstritar. Inga underarter finns listade i Catalogue of Life.